# Heilige Dreifaltigkeit (Granswang)

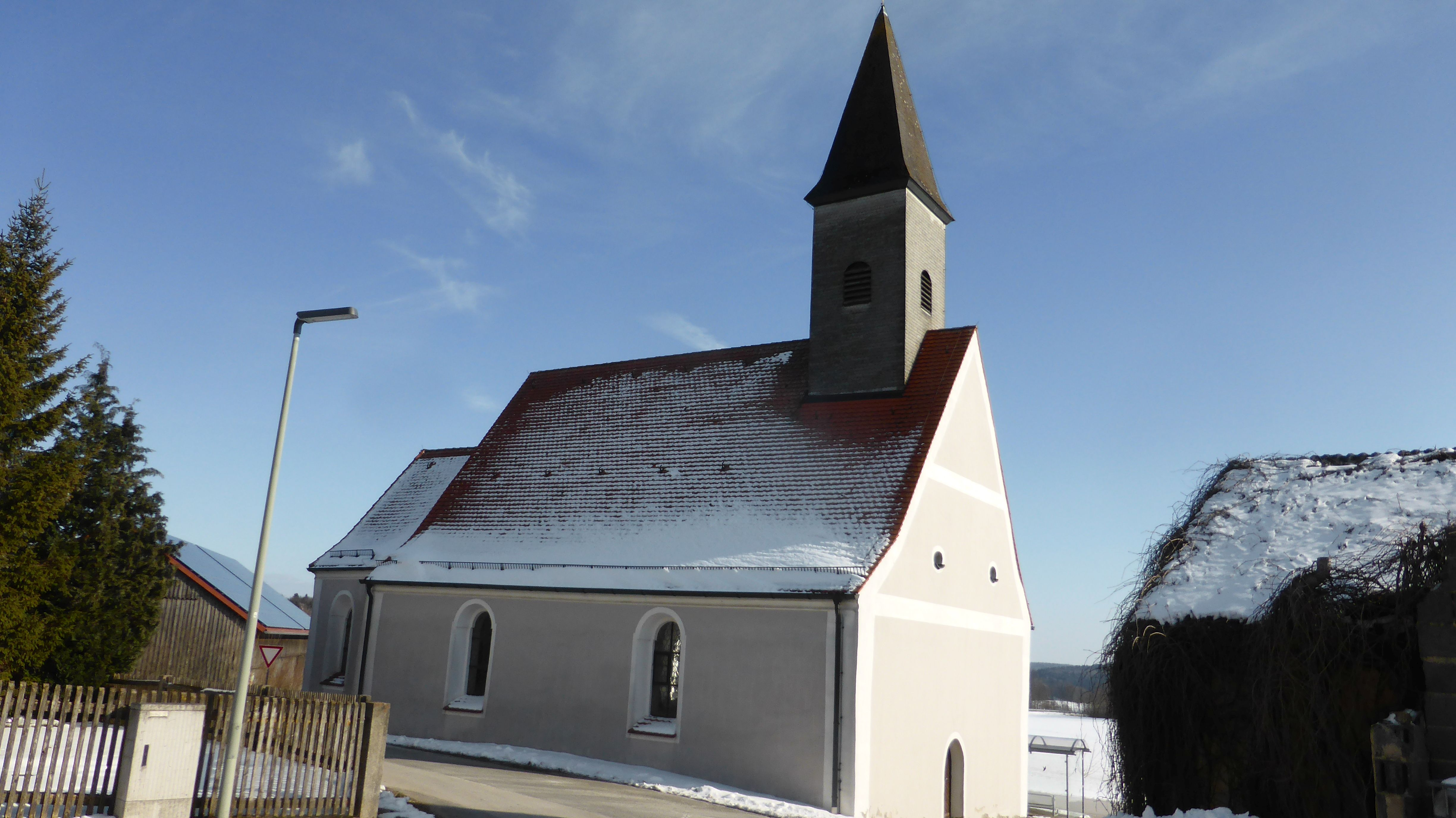
Heilige Dreifaltigkeit (Granswang)

Die römisch-katholische, denkmalgeschützte Filialkirche Heilige Dreifaltigkeit steht in Granswang, einem Gemeindeteil des Marktes Hohenfels im Landkreis Neumarkt in der Oberpfalz. Die Kirche gehört zur Pfarrei St. Barbara in Lupburg im Dekanat Laaber des Bistums Regensburg. Das Bauwerk ist unter der Denkmalnummer D-3-73-134-22 als Baudenkmal in die Bayerische Denkmalliste eingetragen.

## Beschreibung

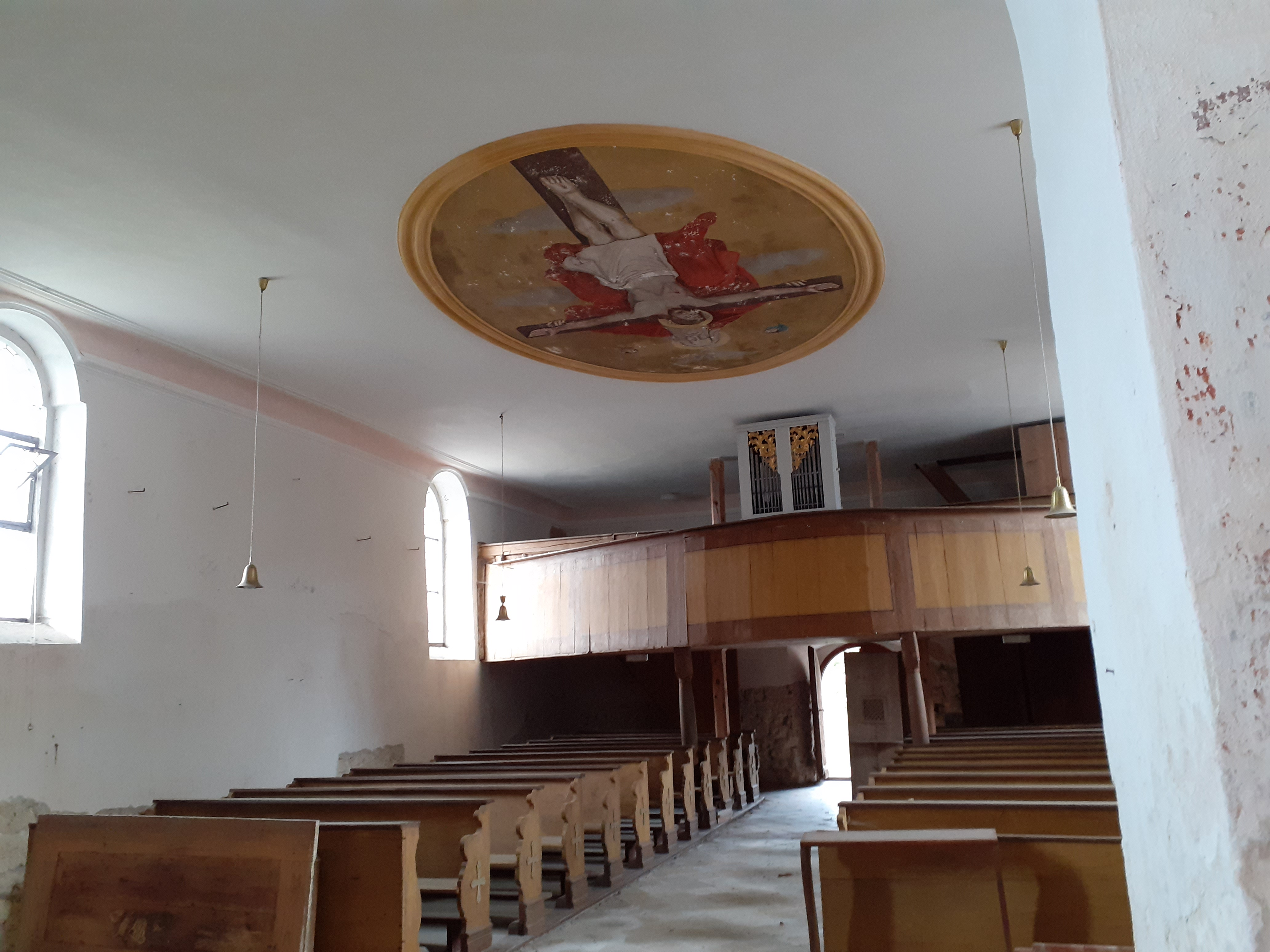
Innenraum, Blick zur Orgel (2020)

Das Langhaus und der eingezogene Chor mit Fünfachtelschluss im Osten wurden vor 1482 erbaut und im 17. Jahrhundert verändert. Dem Satteldach des Langhauses wurde am Anfang des 20. Jahrhunderts im Westen ein quadratischer, mit Schindeln verkleideter Dachreiter aufgesetzt, der hinter den Klangarkaden den Glockenstuhl beherbergt, und der mit einem hohen Pyramidendach bedeckt ist.
Der Innenraum des Langhauses ist mit einer Flachdecke überspannt, auf dessen Deckenmalerei ein erneuertes Gnadenbild dargestellt ist. Zur Kirchenausstattung gehört ein um 1720 gebauter Hochaltar. Auf dem Altarretabel von 1748 ist die Heilige Familie, im Schrein eine Mondsichelmadonna zu sehen.

## Orgel

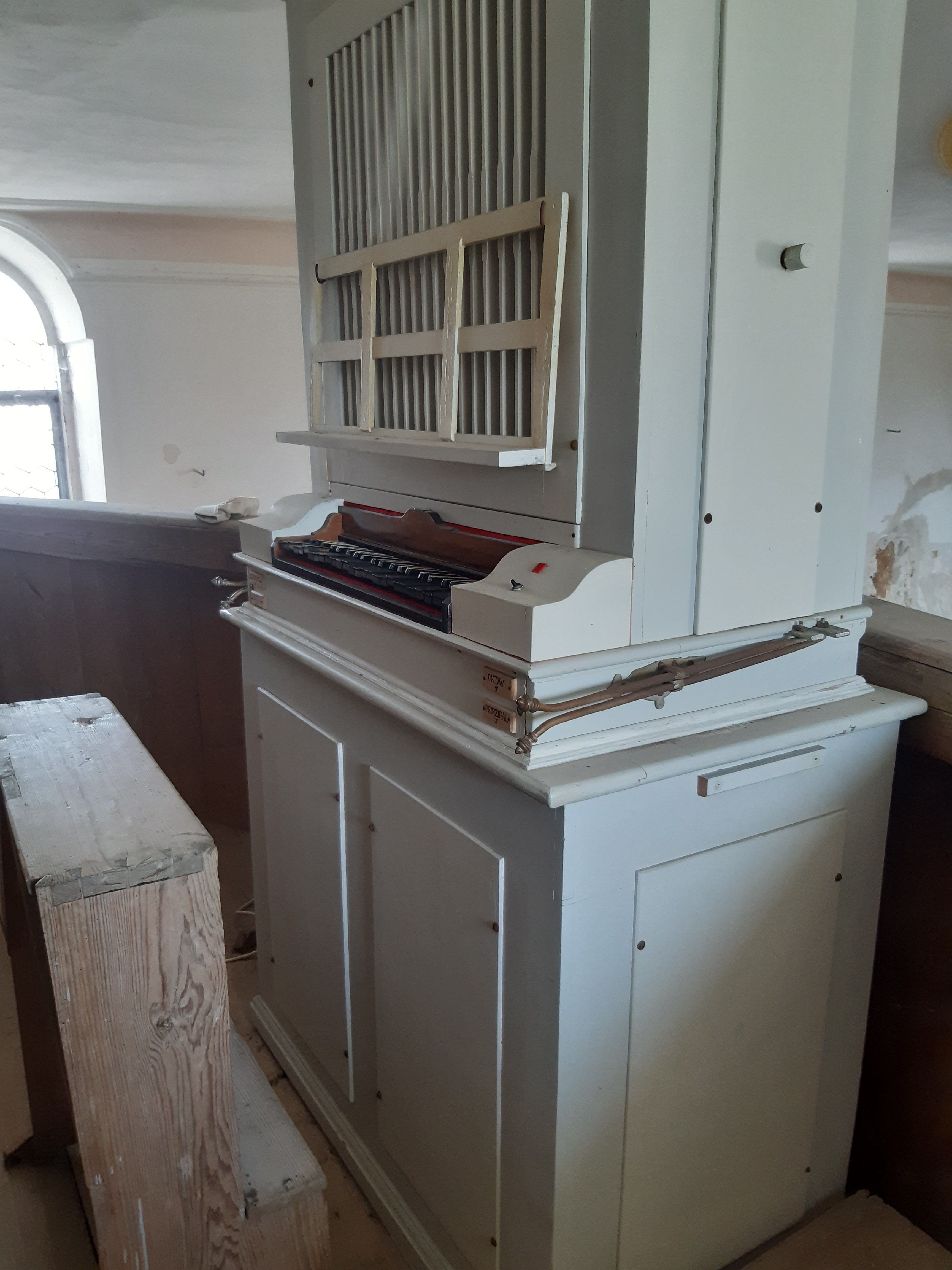
Orgel

Auf der Empore steht ein Orgelpositiv eines unbekannten Erbauers aus dem 18. Jahrhundert, das für einen unbekannten Ort erbaut wurde und 1816 nach Granswang kam. Es hat vier Register auf einem Manual mit kurzer Oktave. Eine Restaurierung erfolgte 1971 durch Hermann Kloss. Die Disposition lautet:
| Manual CDEFGA–c3 |    |
| Copel            | 8′ |
| Copel            | 4′ |
| Principal        | 2′ |
| Octav            | 1′ |

- Balgtretanlage